# Філідор-лісовик червоноокий
Філідо́р-лісови́к червоноокий (Automolus melanopezus) — вид горобцеподібних птахів родини горнерових (Furnariidae). Мешкає в Південній Америці.

## Поширення і екологія
Червоноокі філідори-лісовики мешкають в двох ізольованих районах на заході Амазонії, один з яких розташований на південному сході Колумбії (захід Путумайо), на сході Еквадору та на півночі Перу (Амазонас, північ Лорето), а другий — на південному сході Перу (південь Укаялі, Куско, Мадре-де-Дьйос), на заході Бразилії (південний захід Амазонасу, Акрі, північна Рондонія) та на півночі Болівії (захід Пандо). Вони живуть в підліску вологих рівнинних і заболочених тропічних лісів. Зустрічаються на висоті від 300 до 600 м над рівнем моря.